# Chusquea subulata
Chusquea subulata är en gräsart som beskrevs av Lynn G. Clark. Chusquea subulata ingår i släktet Chusquea och familjen gräs. Inga underarter finns listade i Catalogue of Life.